# ديس ديكسون
ديزموند ديكسون (بالإنجليزية: Desmond Dickson؛ مواليد 1948) هو لاعب كرة قدم أيرلندي شمالي مُعتزل لعب كمهاجم في الدوري الأيرلندي مع نادي كوليرين. وسجل بشكل غزير للنادي 452 هدفا في 609 مباراة. كما درّب ديكسون النادي.

## وصلات خارجية
- ديس ديكسون على موقع ناشيونال فوتبول تيمز (الإنجليزية)